# Dee River (Don River)
Der Dee River ist ein Fluss im Osten des australischen Bundesstaates Queensland.

## Geographie

### Flusslauf
Er entspringt an den Südhängen des Mount Gavial, rund 5 Kilometer südlich der Kleinstadt Bouldercombe und etwa 25 Kilometer südlich von Rockhampton, und fließt nach Südwesten. Bei Mount Morgan unterquert er den Burnett Highway und folgt der Straße dann bis Dululu. Von dort folgt er dem Leichhardt Highway bis nach Rannes, wo er in den Don River mündet.

### Nebenflüsse mit Mündungshöhen
- Limestone Creek – 246 m
- Horse Creek – 205 m
- Hamilton Creek – 200 m
- Boulder Creek – 185 m
- Fletcher Creek – 155 m
- Oaky Creek – 147 m
- Pruce Creek – 110 m[1]